# Černíkovice (Chrášťany)
Černíkovice (německy Tschernikowitz) je malá vesnice, část obce Chrášťany v okrese Benešov. Nachází se asi 2 km na jih od Chrášťan, při severním úpatí Neštětické hory, na soutoku Černíkovického potoka a potoka Roháče. V roce 2009 zde bylo evidováno 19 adres.
Černíkovice leží v katastrálním území Chrášťany u Benešova o výměře 11,54 km².

## Historie
První písemná zmínka o vesnici pochází z roku 1391.
Za druhé světové války se ves stala součástí vojenského cvičiště Zbraní SS Benešov a její obyvatelé se museli 1. dubna 1943 vystěhovat.

## Doprava
V Černíkovicích končí 2,5 km dlouhá silnice III/11436, která přichází od východu od silnice III/11434. Ve vzdálenosti asi 8 km směrem na východ je po silnici dostupný Benešov a silnice I/3. Veřejná doprava přímo do Černíkovic nejezdí. Autobusové linky jezdí po silnici III/11434 kolem Neštětic. Mají zastávku na rozcestí asi 1 km jižně od Černíkovic, na kastastru Neštětic. Staví zde linky 200051 (Benešov – Neveklov – Rabyně) a 200052 (Benešov – Neveklov – Živohošť).